# Ecliptopera monama
Ecliptopera monama là một loài bướm đêm trong họ Geometridae.